# Rozmaitość pseudoriemannowska
Rozmaitość pseudoriemannowska (przestrzeń pseudoriemannowska) {\displaystyle (M,p,q)} – uogólnienie rozmaitości riemannowskiej: tensor metryczny {\displaystyle g_{\mu \nu }(x)} może tu być zarówno określony dodatnio, jak i nieokreślony, przy czym element liniowy poprzez odpowiedni wybór współrzędnych krzywoliniowych można sprowadzić – przynajmniej lokalnie, tj. w otoczeniu każdego punktu {\displaystyle x\in M} – do postaci diagonalnej
{\displaystyle ds^{2}\!(x)=\sum _{i=1}^{p}g_{ii}\!(x)(dx^{i})^{2}-\sum _{i=p+1}^{p+q}g_{ii}\!(x)(dx^{i})^{2},}
gdzie:
{\displaystyle g_{ij}(x)>0,\,\,i=1,\dots ,p+q} – współrzędne tensora metrycznego w otoczeniu punktu {\displaystyle x,}
{\displaystyle dx^{i},\,i=1,\dots ,n} – współrzędne wektora {\displaystyle dx=(dx^{1},\dots ,dx^{n})} łączącego dany punkt {\displaystyle x} z infinitezymalnie blisko położonym innym punktem przestrzeni.
Tensor metryczny przestrzeni pseudoriemannowskiej ma więc sygnaturę {\displaystyle (p,q).}
Szczególnie ważnymi przypadkami są: 4-wymiarowa rozmaitość pseudoriemannowska (rozmaitość lorentzowska), stanowiąca model zakrzywionej czasoprzestrzeni ogólnej teorii względności, 4-wymiarowa rozmaitość pseudoeuklidesowa (rozmaitość Minkowskiego), stanowiąca model niezakrzywionej czasoprzestrzeni szczególnej teorii względności.
Nazwa rozmaitości pochodzi od Bernharda Riemanna.

## Sygnatura metryki
W {\displaystyle n}-wymiarowej rozmaitości tensor metryczny {\displaystyle g_{\mu \nu }} określony w układzie ortogonalnych współrzędnych krzywoliniowych ma współrzędne niezerowe tylko na diagonali, przy czym liczba dodatnich, ujemnych oraz zerowych współrzędnych {\displaystyle g_{\mu \nu }} tensora jest niezależna od wyboru ortogonalnego układu współrzędnych (tzw. prawo bezwładności Sylvestra). Liczby te tworzą tzw. sygnaturę {\displaystyle (p,q,r)} tensora metrycznego.
Tensor nazywa się zdegenerowanym, jeżeli {\displaystyle r>0.}
Tensor nazywa się niezdegenerowanym, jeżeli {\displaystyle r=0} – wtedy jego sygnaturę zapisuje się w postaci {\displaystyle (p,q).}

## Definicja
Definicja:
Rozmaitością pseudoriemannowską {\displaystyle (M,g)} nazywa się rozmaitość różniczkową {\displaystyle M,} w której odległość punktu infinitezymalnie odległego od danego punktu {\displaystyle x} zdana jest elementem liniowym w postaci
{\displaystyle ds^{2}(x)=\sum _{i,j=1}^{n}g_{ij}(x)dx_{i}dx_{j},}
gdzie:
(a) {\displaystyle g_{ij}=g_{ji}} dla {\displaystyle i,j=1,\dots ,n,}
(b) istnieją ciągłe pochodne {\displaystyle {\frac {\partial g_{ij}(x)}{\partial x_{k}}}} dla {\displaystyle x\in M} względem wszystkich współrzędnych {\displaystyle x_{k},k=1,2,\dots ,n,}
(c) tensor metryczny ma sygnaturę {\displaystyle (p,q),} przy czym w ogólności {\displaystyle p>0} oraz {\displaystyle q>0.}
Tensor metryczny definiowany za pomocą powyższego elementu liniowego jest więc symetryczny, gładki w każdym punkcie {\displaystyle x} rozmaitości, niezdegenerowany, ale w ogólności jest nieokreślony. Oznacza to, że wielkość elementu linowego {\displaystyle ds^{2}(x)} w ogólnym przypadku może być np. liczbą ujemną.
Ponadto miara odległości przypisywana punktom rozmaitości w ogólnym wypadku nie jest metryką, ale pseudometryką, gdyż dla punktów nieidentycznych może przyjmować wartości zerowe. Jest tak np. dla zdarzeń czasoprzestrzennych, związanych z poruszaniem się światła, opisywanych przez szczególną teorię względności i ogólną teorię względności, dla których odległość w czasoprzestrzeni zawsze jest równa zeru.

## Przestrzeń styczna

Przestrzeń styczna 2-wymiarowa (czyli płaszczyzna) do 2-wymiarowej rozmaitości (powierzchni) w punkcie oraz wektor styczny do krzywej przechodzącej przez punkt

Rozmaitość {\displaystyle M} w ogólnym przypadku nie jest przestrzenią wektorową, gdyż jej punktów nie można np. odejmować i mnożyć przez skalar, tak jak to wykonuje się na wektorach.
Np. punktom na powierzchni sfery (czy innej powierzchni 2-wymiarowej) nie da się przypisać wektorów, np. o początku w środku sfery, gdyż dodawanie takich wektorów w ogólności nie dałoby w wyniku punktu leżącego na sferze. Wektory można wprowadzić w przestrzeni płaskiej, np. na płaszczyźnie stycznej do sfery.
Aby zdefiniować wektory w rozmaitości postępuje się następująco: w każdym punkcie {\displaystyle x} rozmaitości definiuje się przestrzeń styczną {\displaystyle T_{x}M,} utworzoną z wektorów stycznych do krzywych leżących rozmaitości. Przestrzeń styczna jest już przestrzenią wektorową. Tu definiuje się wektory zaczepione do punktu {\displaystyle x.} Mogą one reprezentować np. pola fizyczne, obecne w poszczególnych punktach rozmaitości.

## Wektory na rozmaitości
Na wektorach określonych w przestrzeniach stycznych można wykonywać zwykłe operacje jak dodawanie, mnożenie przez skalar, czy iloczyn skalarny wektorów. Długości wektorów nie określa jednak norma, jak to jest w przestrzeniach euklidesowych, ale tzw. pseudonorma, która przyjmuje wartości zerowe także dla niektórych wektorów niezerowych.

## Metryka w przestrzeni pseudoriemannowskiej
Powierzchnia hiperboloidy obrotowej czy też 4-wymiarowa czasoprzestrzeń opisywana w ogólnej teorii względności są przykładami przestrzeni nieeuklidesowych, które określa się jako rozmaitości pseudoriemannowskie.
Nie da się w ogólnym przypadku wprowadzić tu metryki opisanej prostym wzorem, tak jak w przestrzeniach liniowych, np. przestrzeń euklidesowa. Podstawową rolę gra tu tensor metryczny.
Niech {\displaystyle M} będzie rozmaitością wymiaru {\displaystyle n} i niech dany będzie układ współrzędnych krzywoliniowych, tak że każdy punkt rozmaitości ma określone współrzędne krzywoliniowe {\displaystyle \mathbf {x} =(x^{1},\dots ,x^{n}).}

### Odległość infinitezymalna
Tensor metryczny definiuje infinitezymalne odległości między punktami: długość wektora {\displaystyle d\mathbf {x} =(dx^{1},\dots ,dx^{n})} łączącego punkt {\displaystyle \mathbf {x} } z infinitezymalnie odległym punktem {\displaystyle \mathbf {y} =\mathbf {x} +d\mathbf {x} } zadana jest wzorem
{\displaystyle |d\mathbf {x} |={\sqrt {\left|\sum _{i,j=1}^{n}g_{ij}(\mathbf {x} )dx^{i}dx^{j}\right|}},}
gdzie:
{\displaystyle g_{ij}(\mathbf {x} ),i,j=1,\dots ,n,}
to współrzędne tensora metrycznego (będące funkcjami położenia {\displaystyle \mathbf {x} }).

### Odległość dowolnych punktów
Dla punktów {\displaystyle \mathbf {x} ,\mathbf {y} } rozmaitości {\displaystyle M} dowolnie odległych metrykę definiuje się jako kres dolny zbioru, zawierającego długości krzywych {\displaystyle \gamma } ciągłych i różniczkowalnych, łączących punkty {\displaystyle \mathbf {x} ,\mathbf {y} ,} czyli
{\displaystyle d(\mathbf {x} ,\mathbf {y} )=\inf \,\{L(\gamma ),\gamma \in M\,,\gamma (a)=\mathbf {x} ,\gamma (b)=\mathbf {y} \},}
gdzie:
{\displaystyle \inf \,\{\dots \}}   – infimum, czyli kres dolny zbioru,
{\displaystyle L(\gamma )=\int \limits _{a}^{b}{\sqrt {{\Bigg |}\sum _{i,j=1}^{n}g_{ij}(\gamma (t)){\frac {d\gamma ^{i}(t)}{dt}}{\frac {d\gamma ^{j}(t)}{dt}}{\Bigg |}}}\,dt}   – długość krzywej {\displaystyle \gamma .}
przy czym krzywa {\displaystyle \gamma } dana jest przez {\displaystyle n} równań parametrycznych
{\displaystyle \gamma (t)=[\gamma ^{1}(t),\dots ,\gamma ^{n}(t)],\quad t\in \langle a,b\rangle }
oraz
{\displaystyle \gamma (a)=\mathbf {x} ,\,\,\gamma (b)=\mathbf {y} .}
Dla przestrzeni riemannowskich (np. sfera) i pseudoriemannowskich (np. pseudosfera) odległość punktów jest wyznaczona przez łuk krzywej geodezyjnej. (W przypadku sfery będzie to łuk koła wielkiego, łączącego dwa dane punkty). Czasoprzestrzeń jest 4-wymiarową przestrzenią pseudoriemannowską. Odległość w przestrzeniach pseudoriemannowskich może być zerowa. Np. w czasoprzestrzeni jest tak dla punktów – tzw. zdarzeń czasoprzestrzennych – które są związane z rozchodzeniem się sygnału świetlnego.

## Tensor krzywizny
Tensor krzywizny jest na ogół niediagonalny w poszczególnych punktach przestrzeni, co oznacza, że geometria na rozmaitości jest nieeuklidesowa.

## Rodzaje rozmaitości pseudoriemannowskich

### Rozmaitość pseudoeuklidesowa

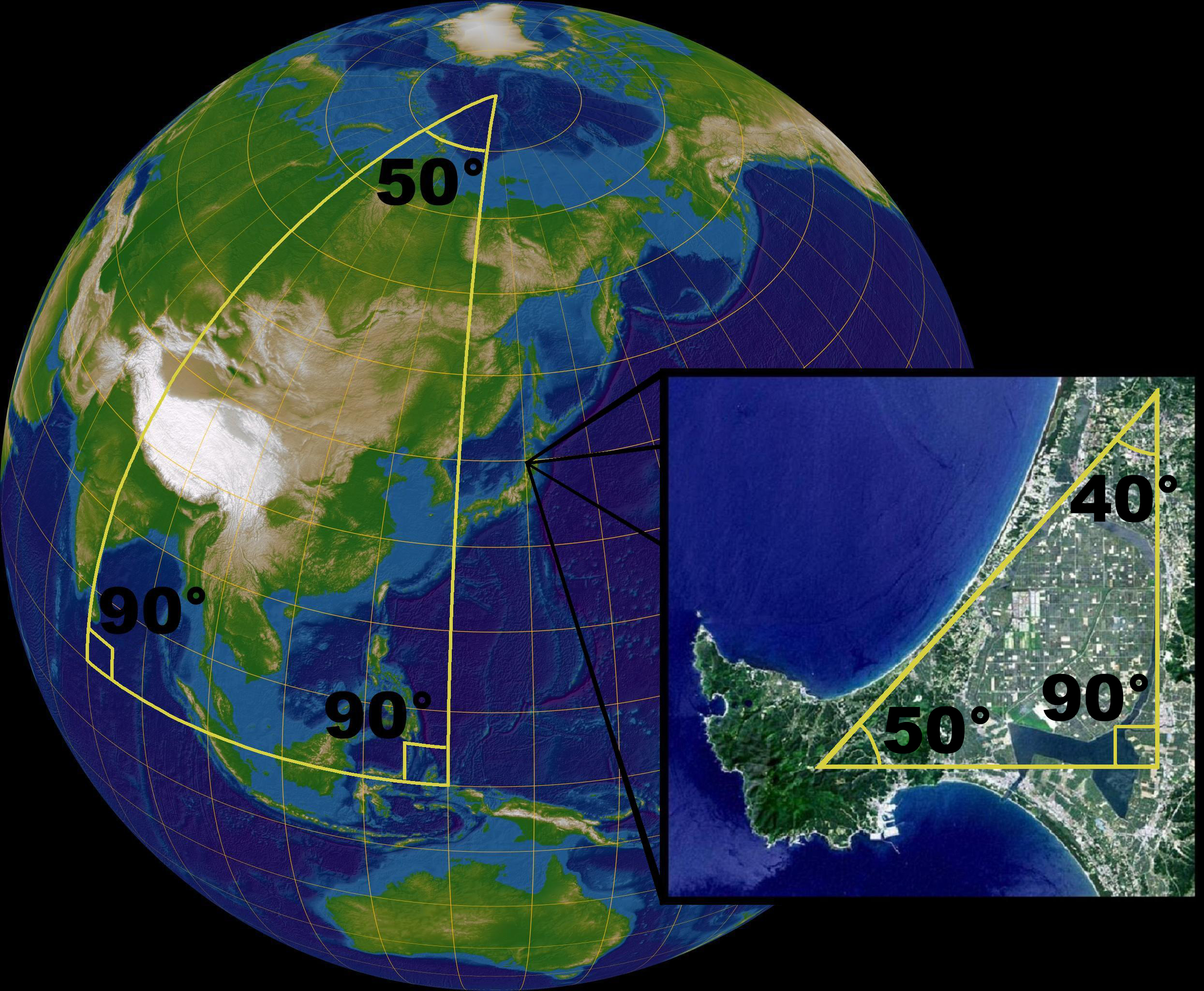
Sfera (powierzchnia kuli) – to dwuwymiarowa rozmaitość: a) w dużej skali mamy geometrię nieeuklidesową – suma kątów dużego trójkąta jest > 180°, b) lokalnie mamy geometrię euklidesową – suma kątów małego trójkąta = 180°, niewielkie fragmenty sfery można odwzorować wzajemnie jednoznacznie na dwuwymiarową płaszczyznę.

Szczególnym przypadkiem rozmaitości pseudoriemannowskiej jest przestrzeń pseudoeuklidesowa {\displaystyle \mathbb {R} ^{p,q},} której element liniowy można sprowadzić jednocześnie w całej przestrzeni (globalnie) – poprzez odpowiedni wybór układu współrzędnych – do postaci diagonalnej, tj.
{\displaystyle ds^{2}(x)=dx_{1}^{2}+\ldots +dx_{p}^{2}-dx_{p+1}^{2}-\ldots -dx_{p+q}^{2}}
dla każdego {\displaystyle x\in \mathbb {R} ^{p,q}.}
Tensor metryczny ma więc tu sygnaturę {\displaystyle (p,q).}
Tensor krzywizny zaś ma zerujące się współrzędne – przestrzeń jest więc płaska.
Przestrzenią pseudoeuklidesową jest każda przestrzeń lokalnie styczna do rozmaitości pseudoriemannowskiej.

### Rozmaitość lorentzowska
Rozmaitość lorentzowska jest to rozmaitość pseudoriemannowska w ogólności n-wymiarowa, gdzie dokładnie jeden z elementów sygnatury ma znak przeciwny do pozostałych elementów, tj. sygnatura metryki jest postaci {\displaystyle (1,n-1)} (lub równoważnie {\displaystyle (n-1,1)}). Element liniowy rozmaitości poprzez wybór układu współrzędnych można lokalnie sprowadzić do postaci diagonalnej, tj.
{\displaystyle ds^{2}(x)=(dx^{1})^{2}-(dx^{2})^{2}-\ldots -(dx^{n})^{2}.}
Jeżeli dałoby się uzyskać taką postać elementu liniowego jednocześnie w całej przestrzeni, to rozmaitość lorentzowska zredukowałaby się do niezakrzywionej rozmaitości pseudoeuklidesowej.

### Rozmaitość lorentzowska 4-wymiarowa
Rozmaitość lorentzowska 4-wymiarowa służy do modelowania czasoprzestrzeni w ogólnej teorii względności, gdzie wymiar czasowy ma przeciwny znak do wymiarów przestrzennych. Różnica w znakach wynika z niezmienniczości prędkości światła względem dowolnego układu odniesienia. Zmiana tensora metrycznego czasoprzestrzeni, prowadząca do jej zakrzywienia, powstaje na skutek obecności materii (patrz: równania Einsteina).

#### Element liniowy
Element liniowy rozmaitości ma postać:
{\displaystyle ds^{2}(x)=\sum _{i,j=0}^{3}g_{ij}(x)\,dx^{i}dx^{j},}
przy czym po sprowadzeniu lokalnie (tj. w pobliżu wybranego punktu x) do postaci diagonalnej ma on postać
{\displaystyle ds^{2}(x)=(dx^{0})^{2}-(dx^{1})^{2}-(dx^{2})^{2}-(dx^{3})^{2}}
lub
{\displaystyle ds^{2}(x)=-(dx^{0})^{2}+(dx^{1})^{2}+(dx^{2})^{2}+(dx^{3})^{2},}
tj. tensor metryczny ma sygnaturę {\displaystyle (1,3)} lub {\displaystyle (3,1).}

#### Czterowektory
Wektory leżące w przestrzeniach stycznych do rozmaitości czasoprzestrzennej nazywa się czterowektorami. Długości czterowektorów określa pseudonorma, która przyjmuje wartości dodatnie (tzw. wektory czasopodobne), zerowe (tzw. wektory zerowe) oraz ujemne (tzw. wektory przestrzennopodobne).

### Czasoprzestrzeń Minkowskiego
Czasoprzestrzeń Minkowskiego jest 4-wymiarową przestrzenią pseudoeuklidesową (tj. płaską przestrzenią pseudoriemannowską), gdzie tensor metryczny {\displaystyle g} ma sygnaturę {\displaystyle (1,3)} i zdany jest elementem liniowym globalnie, tj. w całej przestrzeni identycznie dla każdego punktu {\displaystyle x\in M,} w postaci
{\displaystyle ds^{2}=(dx^{0})^{2}-(dx^{1})^{2}-(dx^{2})^{2}-(dx^{3})^{2}.}
Przestrzeń ta stanowi podstawę matematycznego opisu czasoprzestrzeni w szczególnej teorii względności. Czasoprzestrzeń Minkowskiego poprawnie opisuje czasoprzestrzeń fizyczną, jeżeli można pominąć oddziaływania grawitacyjnie lub ruch z dużymi przyśpieszeniami.